# 뮌헨 레지덴츠

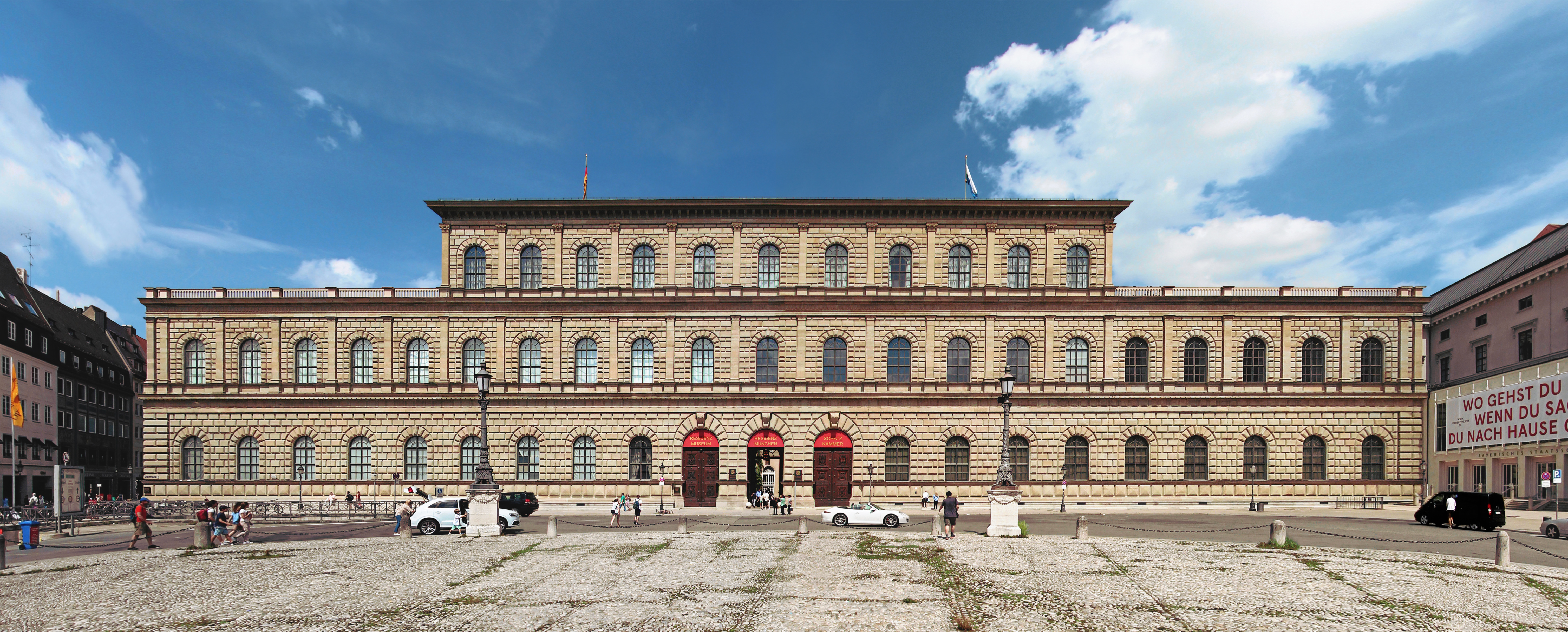
레지덴츠 궁전

독일의 뮌헨에 위치하고 있는 뮌헨 레지덴츠(독일어: Münchner Residenz)는 옛 바이에른 왕국의 통치자였던 비텔스바흐가의 본궁이다. 별궁은 님펜부르크 궁전(Schloss Nymphenburg)이다.
1385년 마을(Neuveste)의 북동쪽에 있는 성으로 처음 지어진 뮌헨 레지덴츠 궁전은 수 세기동안 멋진 궁전으로 변화했다. 이 곳은 공국의 정치적, 문화적 중심지였고 궁극적으로는 바이에른 왕국(1806-1918)의 중심지였다. 각각의 통치자들은 그들의 생각에 따라 주요 예술가들을 임명해 궁전을 바꾸고 확장하였다. 또한 이 곳은 통치자들이 그들의 보물과 예술 작품 컬렉션을 보관했던 저택이기도 하다.

## 양식
레지덴츠의 건축, 내부 장식과 예술품들은 르네상스 시대부터 초기 바로크와 로코코 시대를 거쳐 신고전 시대를 아우른다. 레지덴츠는 비텔스바흐 왕조의 독특한 취향과 정치적 야망을 역사의 흐름 속에서 지켜본 산 증인이라 할 수 있다.

## 관람
- 레지덴츠 박물관과 보석방
  - 4월 1일부터 10월 15일까지: 9.00 - 18.00
  - 10월 16일부터 3월 31일까지: 10.00 - 17.00
  - 마지막 입장: 17.00
- Cuvillies-Theater
  - 4월 1일부터 10월 15일까지: 14.00 - 18.00(월요일부터 토요일) / 9.00 - 18.00(일요일과 공휴일)
  - 10월 16일부터 3월 31일까지: 14.00 - 17.00(월요일부터 토요일) / 10.00 - 17.00(일요일과 공휴일)
  - 마지막 입장: 17.00

## 그림

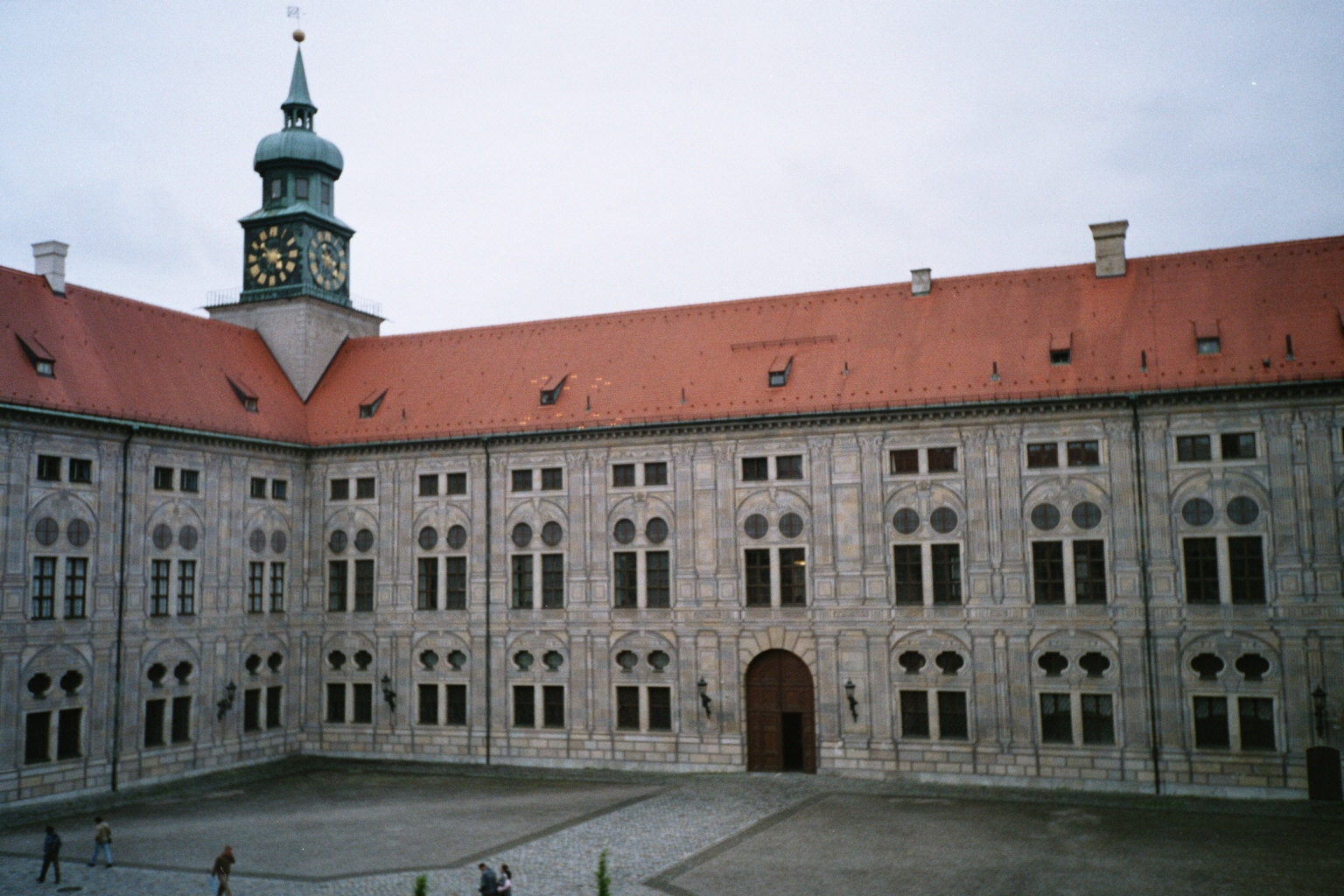
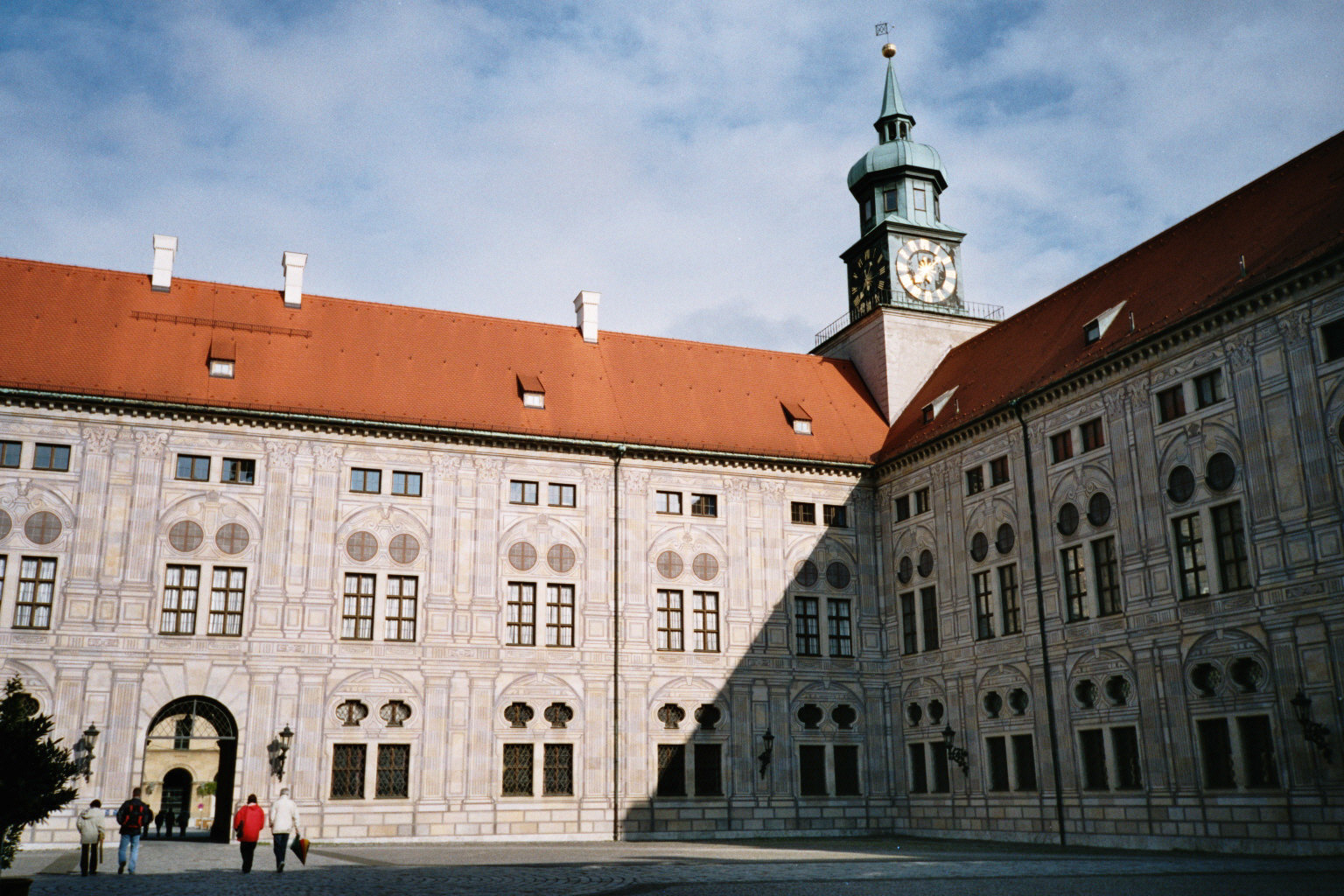
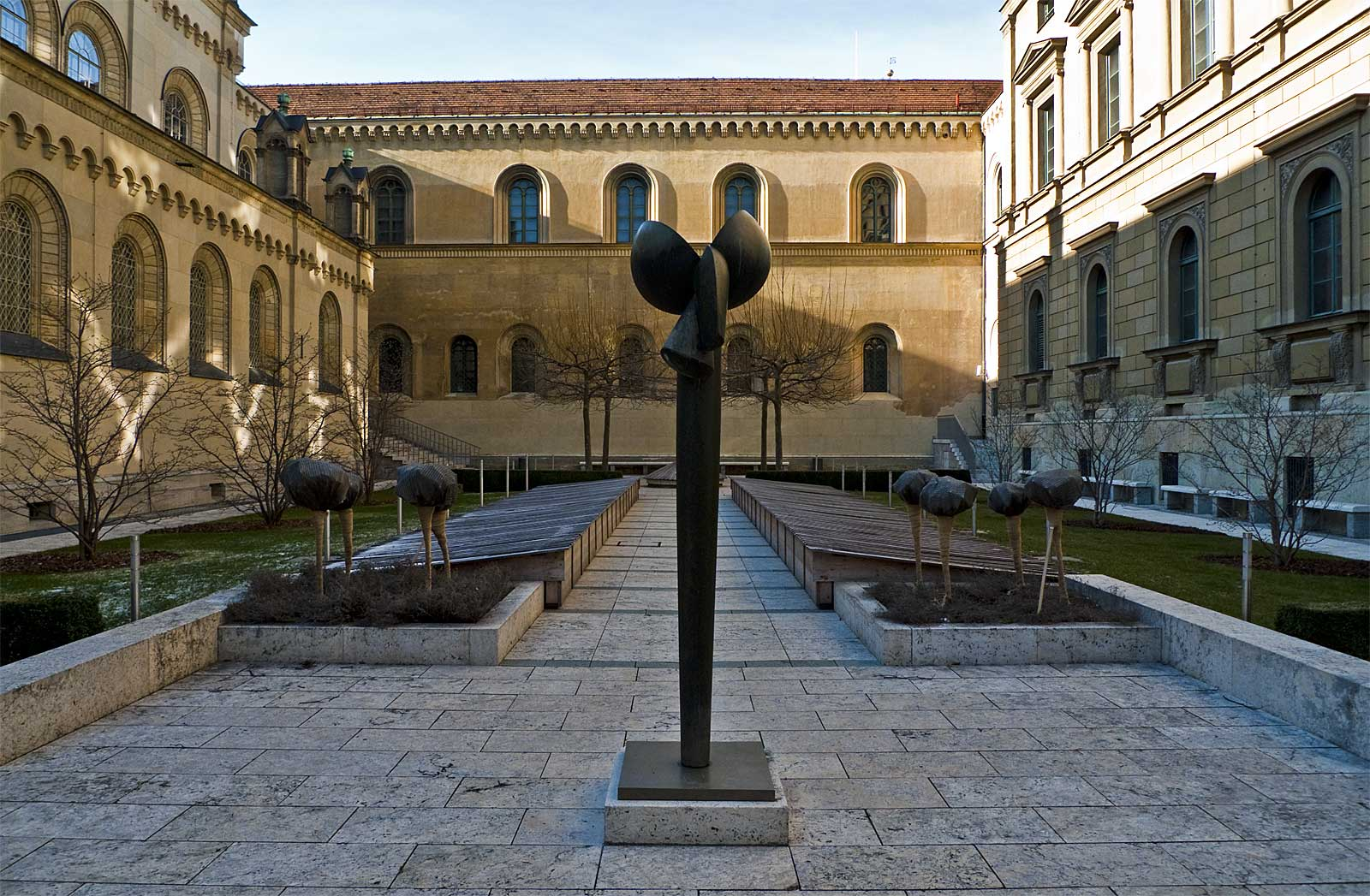
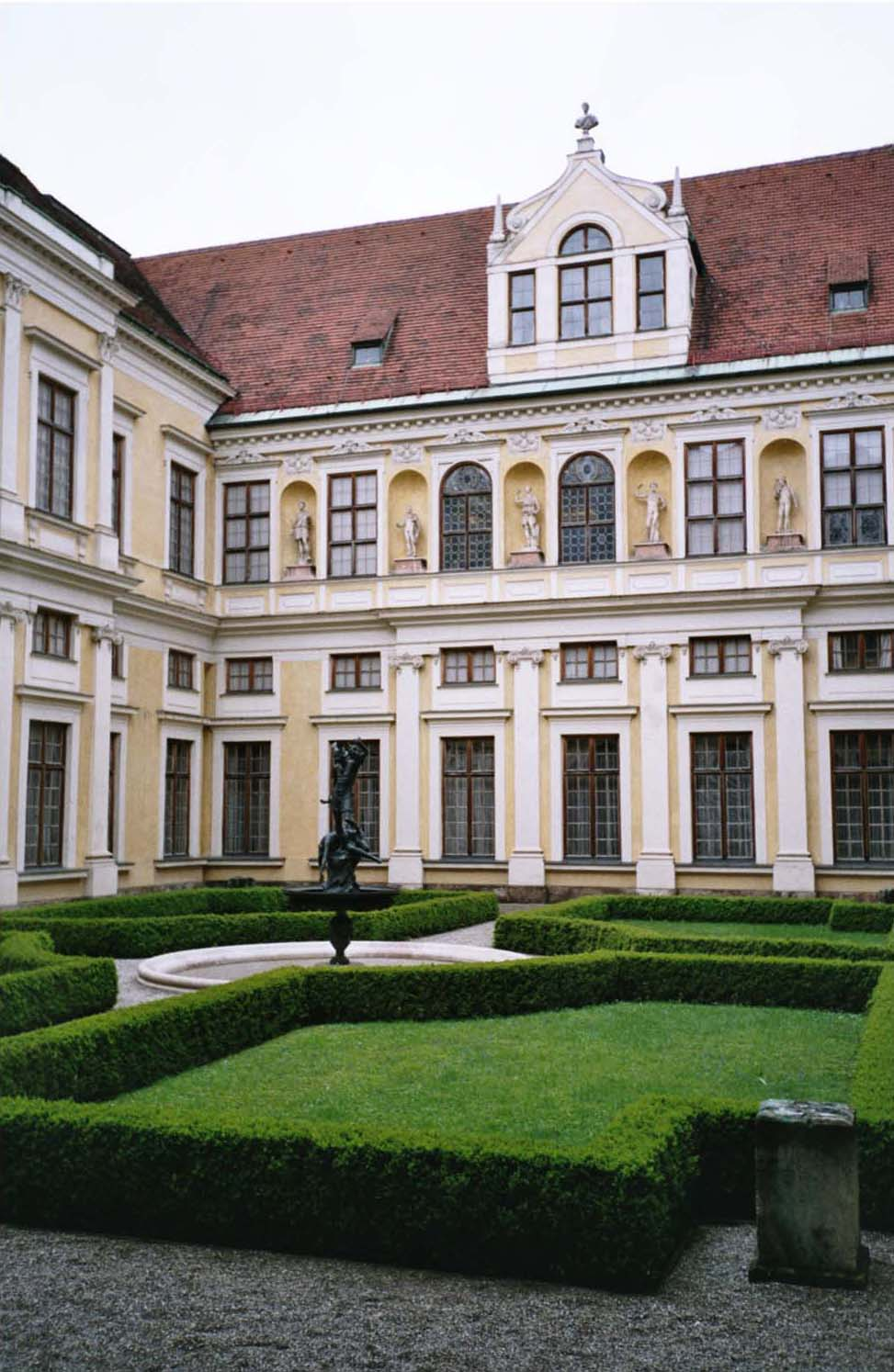
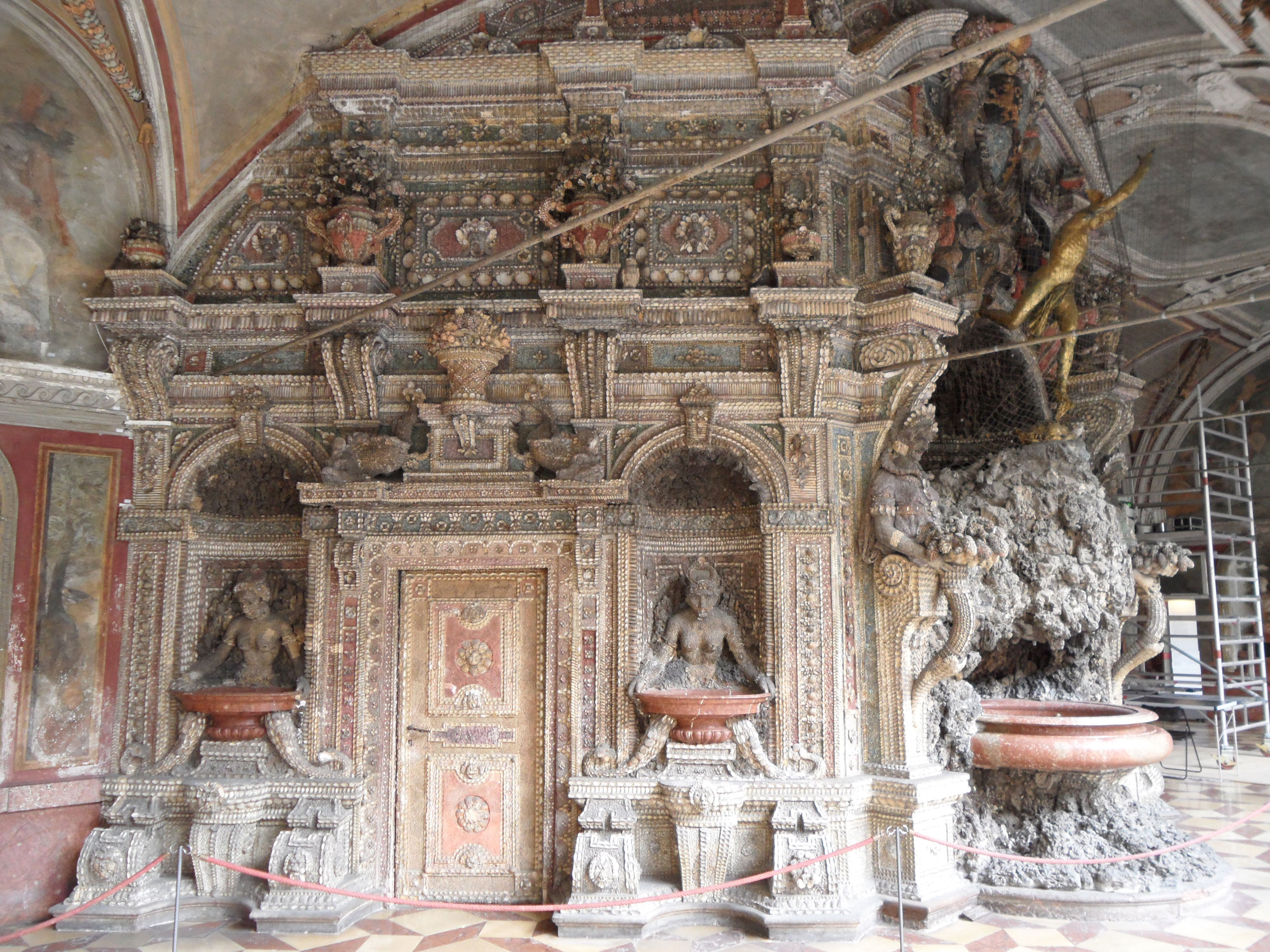
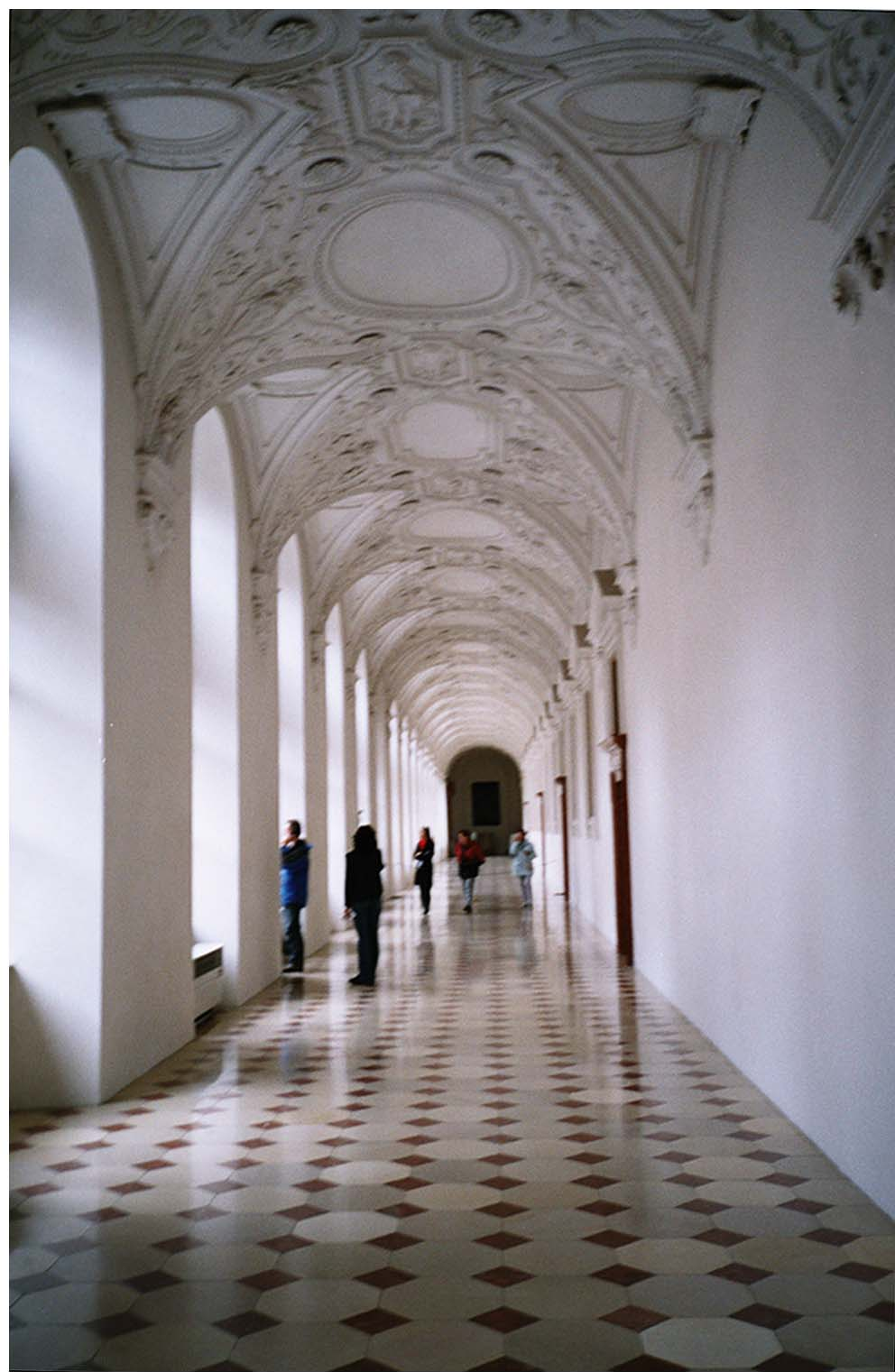
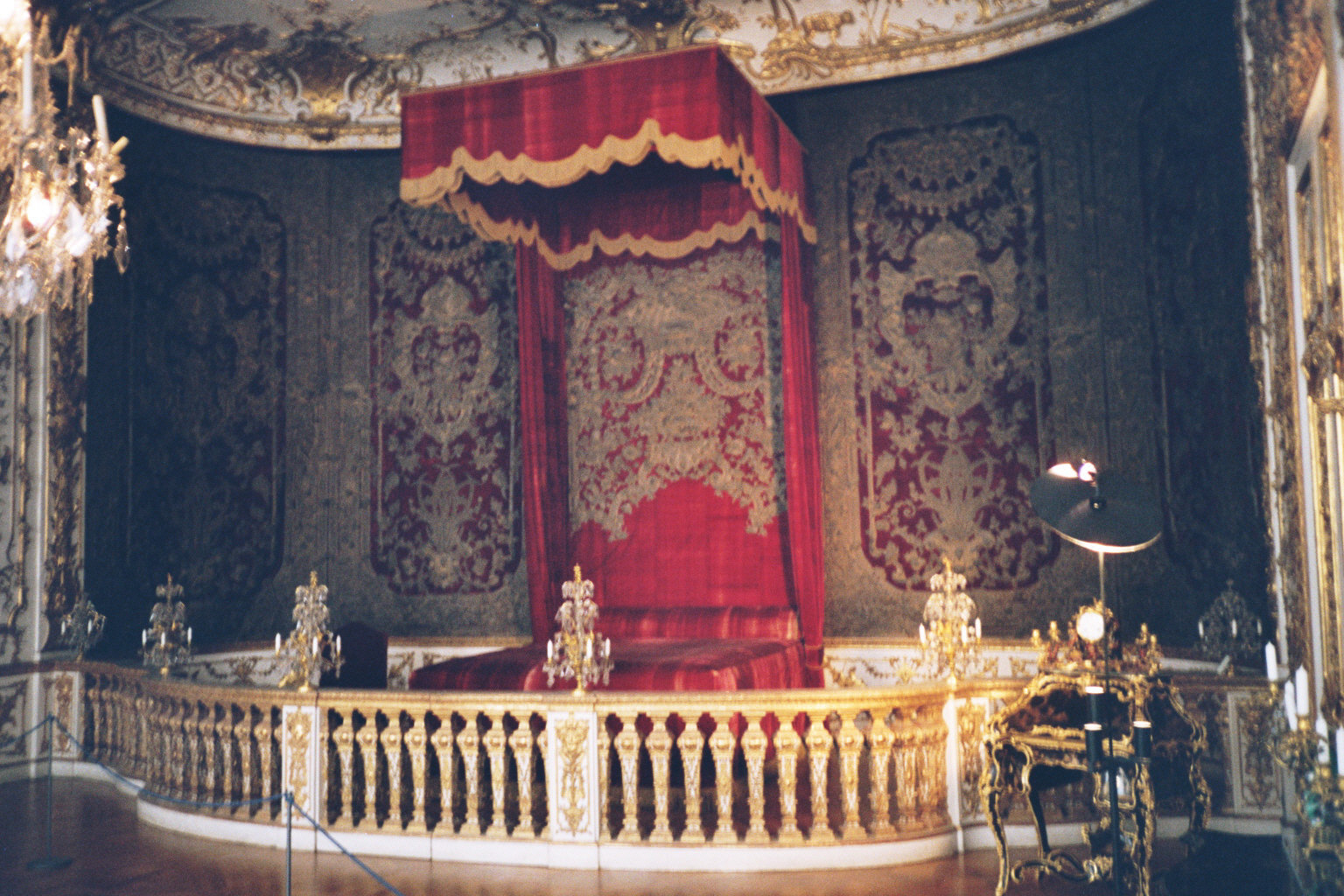
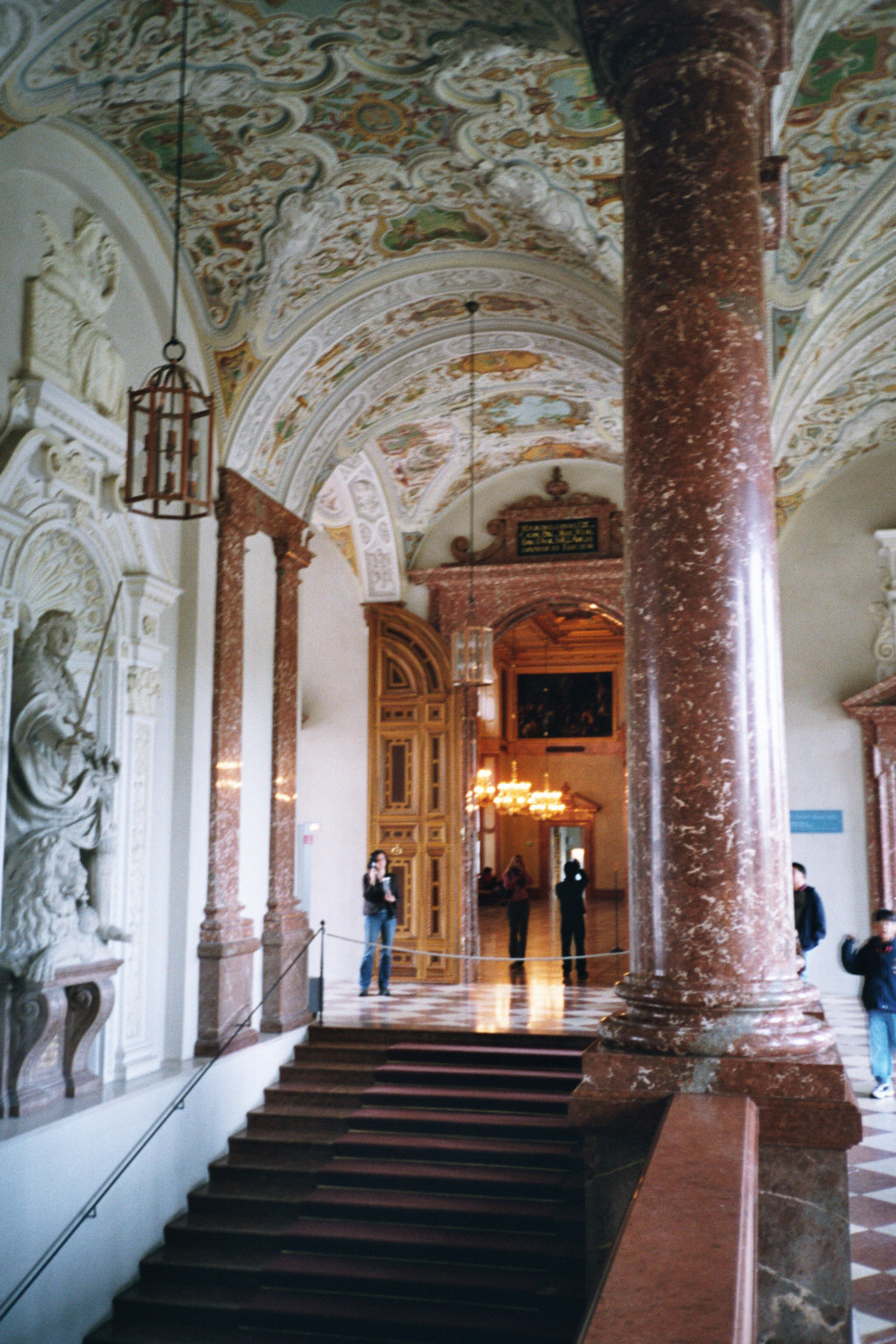
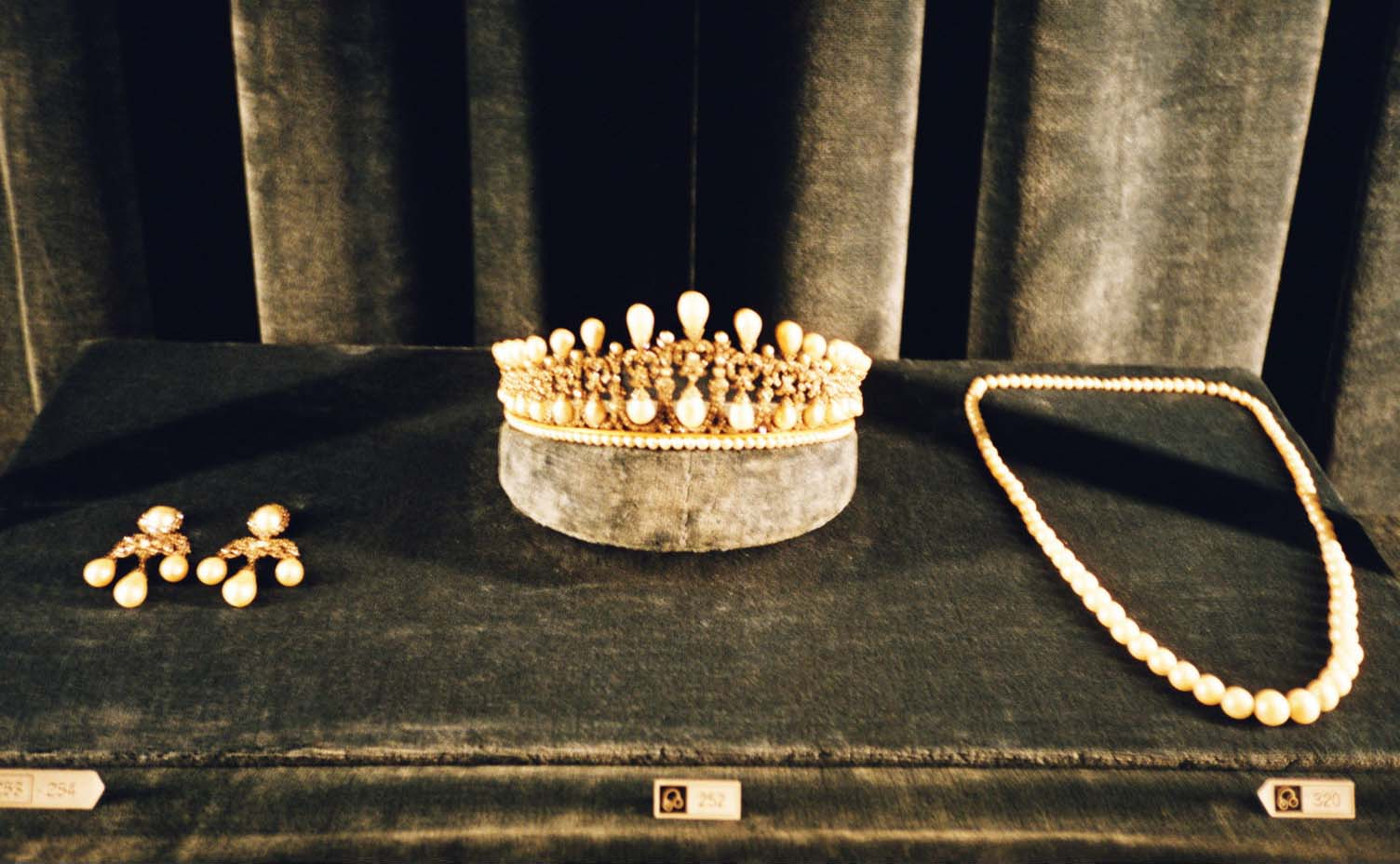
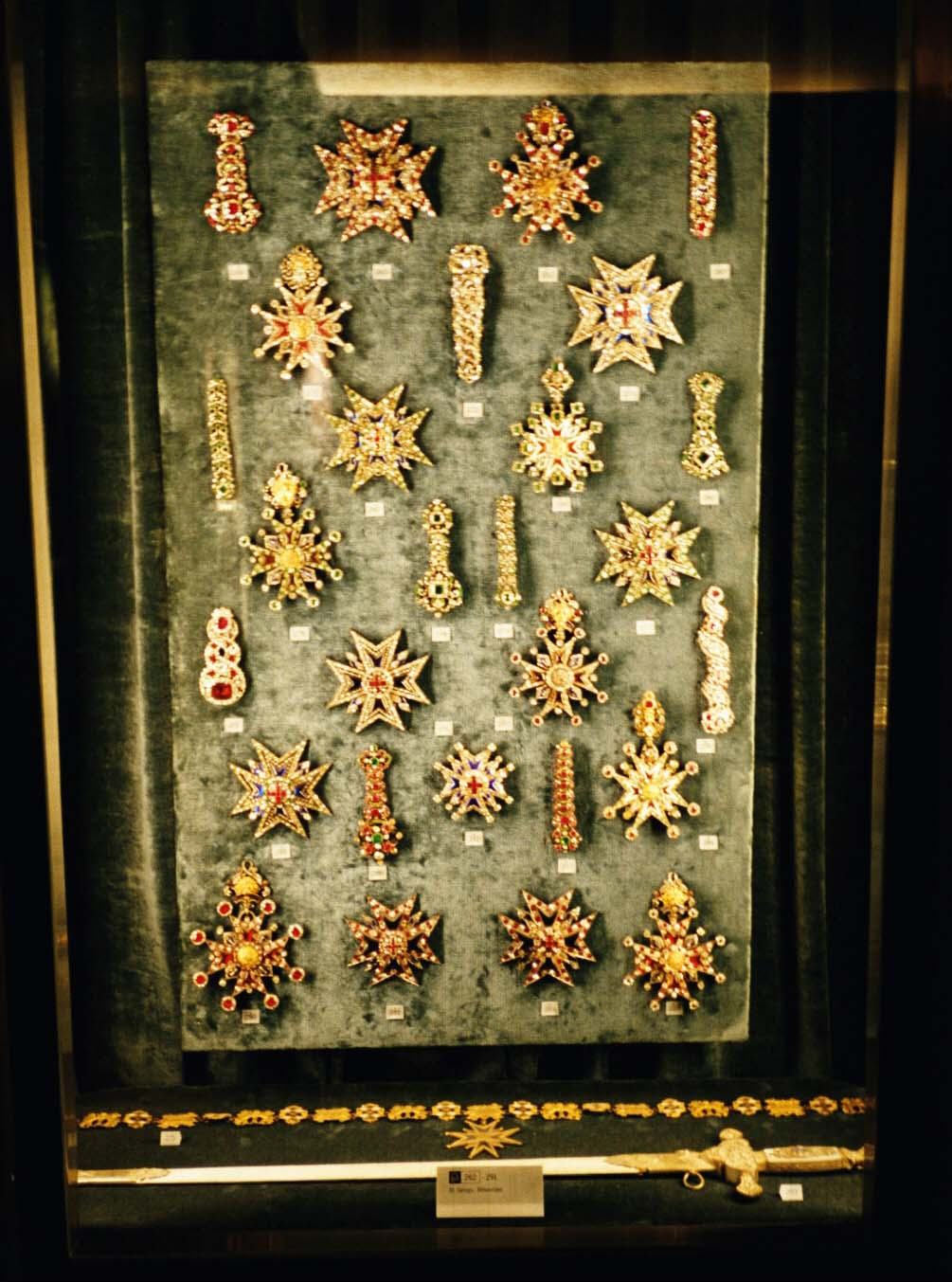
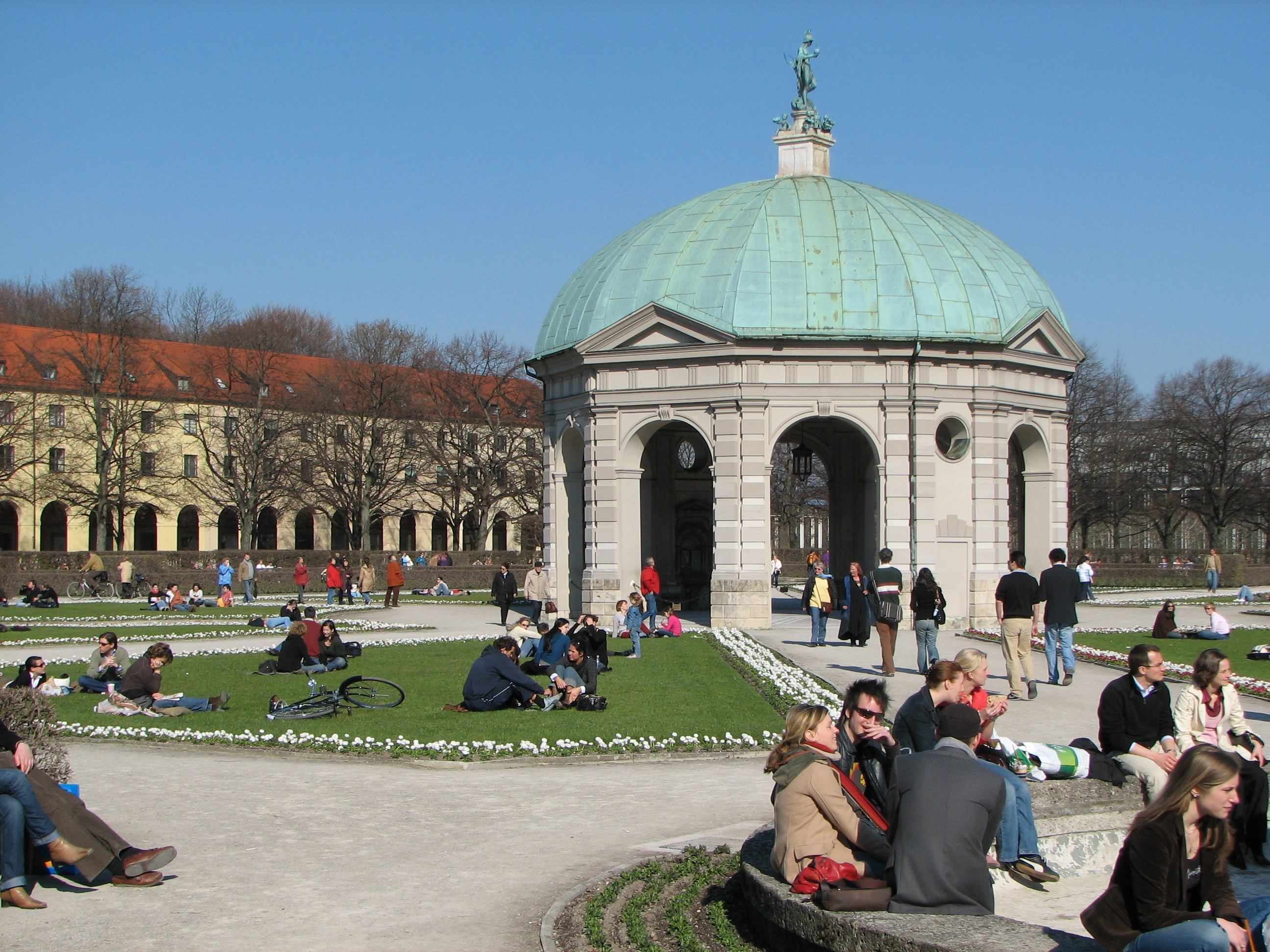
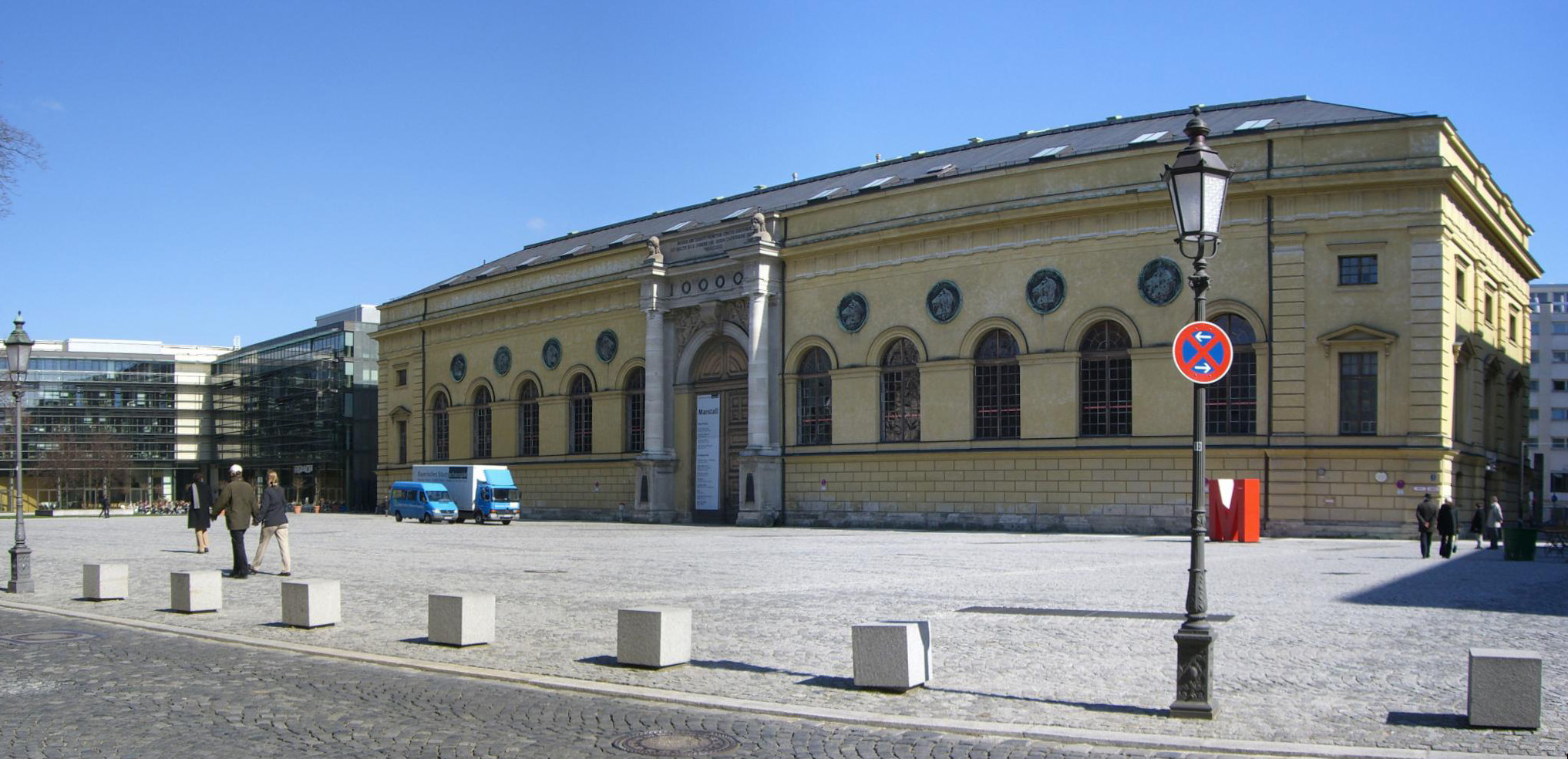